# Акт про злочини проти особистості (1861)
Акт про злочини проти особистості, 1861 (англ. Offences against the Person Act 1861) — закон, прийнятий об'єднаним парламентом Сполученого королівства Великобританії та Ірландії в 1861. У законі об'єднані різні положення щодо злочинів проти особи, які були винесені з ряду різних попередніх законів в єдиний документ. Здебільшого ці положення було перенесено без зміни. По суті, цей закон є оновленою версією Акту про злочини проти особи 1828, об'єднану з аналогічними ірландськими законами.
Зі значними змінами закон продовжує використовуватися в Англії та Уельсі. У той же час всі положення акту 1861 року, що стосуються статевих злочинів, в Англії, Уельсі та Північній Ірландії були скасовані і сьогодні регулюються в Англії та Уельсі Актом про статеві злочини 2003 року та в Північній Ірландії Кодексом про статеві злочини 2008 року (Sexual Offences Order 2008).
В Ірландії Акт про злочини проти особи 1861 року також продовжує застосовуватись, зокрема на його основі в країні до 2018 були повністю заборонені аборти.